# ساموئل ژیگو
ساموئل ژیگو (انگلیسی: Samuel Gigot؛ زادهٔ ۱۲ اکتبر ۱۹۹۳) بازیکن فوتبال اهل فرانسه است.
از باشگاه‌هایی که در آن بازی کرده‌است می‌توان به باشگاه فوتبال اسپارتاک مسکو، باشگاه فوتبال خنت، باشگاه فوتبال المپیک مارسی و باشگاه فوتبال کورتریک اشاره کرد.